# Evaristo Lucidi
Evaristo Lucidi (Montefranco, 4 de outubro de 1866 - Roma, 31 de março de 1929) foi um cardeal italiano da Igreja Católica. Ele serviu como Secretário da Assinatura Apostólica de 1916 a 1923, e foi elevado ao cardinalato em 1923.

## Biografia
Lucidi nasceu em Montefranco e estudou no Pontifício Seminário Romano, no Pontifício Ateneu Romano de S. Apolinário e na Universidade de Roma. Após sua ordenação sacerdotal, exerceu trabalho pastoral em Roma e foi diretor do Instituto de S. Girolamo degli Schiavoni por vinte anos.
Lucidi foi elevado ao posto de camareiro privado de sua santidade em 4 de julho de 1900. Foi nomeado consultor adjunto para os Conselhos Provinciais em 19 de setembro de 1902 e secretário da Comissão para a Revisão dos Conselhos Provinciais em 15 de abril de 1904. Antes de se tornar prelado papal em 20 de março de 1926, Lucidi foi nomeado assessor da Sagrada Congregação do Concílio em 1905. Foi nomeado pró-secretário da seção financeira da Sagrada Congregação para a Propagação da Fé em 20 de outubro de 1908.
Em 8 de dezembro de 1916, Lucidi foi nomeado secretário da Assinatura Apostólica, bem como auditor papal e prelado palatino, pelo Papa Bento XV. Mais tarde, foi nomeado protonotário apostólico em 13 de dezembro de 1917. O Papa Pio XI o criou cardeal-diácono de S. Adriano al Foro no consistório de 20 de dezembro de 1923. Em 1924, o cardeal Lucidi atuou como legado papal no Congresso Eucarístico Emiliano em Parma.
Lucidi morreu de doença cardíaca e gripe em Roma, aos 62 anos. Foi inicialmente sepultado na capela da Propaganda Fide no cemitério de Campo di Verano, mas seus restos mortais foram posteriormente transferidos para a igreja de sua cidade natal, Montefranco, que ele ajudou a restaurar, em 21 de junho de 1929.
O único outro clérigo elevado ao Colégio dos Cardeais no mesmo consistório de Lucidi foi Aurelio Galli, que morreu cinco dias antes dele.